# Оберелц
Оберелц (њем. Oberelz) општина је у њемачкој савезној држави Рајна-Палатинат. Једно је од 109 општинских средишта округа Вулканајфел. Према процјени из 2010. у општини је живјело 124 становника. Посједује регионалну шифру (AGS) 7233230.

## Географски и демографски подаци
Оберелц се налази у савезној држави Рајна-Палатинат у округу Вулканајфел. Општина се налази на надморској висини од 380 метара. Површина општине износи 5,6 km². У самом мјесту је, према процјени из 2010. године, живјело 124 становника. Просјечна густина становништва износи 22 становника/km².